# Alessandro Giardelli
Alessandro Giardelli, född 5 oktober 2002 i Seriate, är en italiensk racerförare. Han anses vara en av de största Karting-talangerna i Italien.[källa behövs] År 2017 deltog han som 14-åring i världsmästerskapen Karting i den högsta kategorin KZ1. Han var då den yngsta föraren någonsin som deltagit.[källa behövs]

## Biografi
Giardellis bror Luca är också en racerförare. År 2013 öppnade familjen Giardelli ett spår och kallade Laromotorsport.

## Karriär

### Karting
Giardelli startade sin karriär 2012. Sedan dess har han vunnit många nationella och internationella tävlingar och priser. 
Giardelli tävlade tidigare i det officiella CRG-teamet och Tony Kart. Han tävlar för närvarande[när?] i det officiella Lariomotorsport-teamet.

### Formel

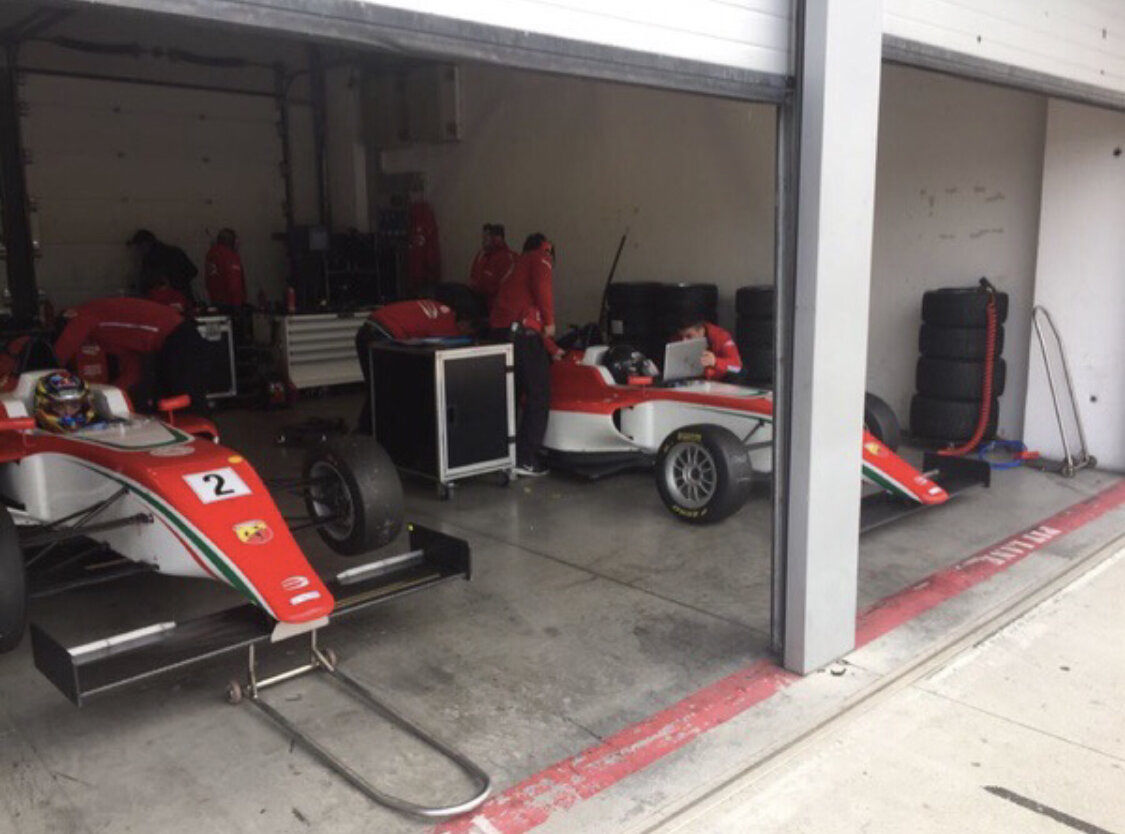
Giardelli i rutan under testerna Formel 4 med laget Prema Powerteam.

Giardelli deltog[när?] i testerna med både Formel Renault och Formel 4.

## Resultat
Resultaten inkluderar; 
- första plats i de italienska mästerskapen
- tredje plats i WSK Night Edition
- åttonde och femte plats i WSK Champions Cup
- fjärde plats i WSK Final Cup
- första plats i Rok cup Italia
- femte plats i Rok cup international
- femte plats i Margutti-trofén
- Andra plats i branschpokalen
- första plats i 500 miles från Granja Viana
- tredje plats i europamästerskapet
- seger i världscuploppet.